# 牧野忠列
牧野 忠列（まきの ただつら、元禄8年（1695年） - 宝暦4年7月20日（1754年9月6日））は、旗本第4代三根山領主。第3代牧野忠貴の婿養子。秋月種封の子。母は織田長頼の娘。幼名、岩松。通称、兵庫。官位は従五位下、伊勢守、伊予守、播磨守。室は牧野忠貴の娘。子女に浅野長純継室、牧野忠知、京極高常（高家京極高本養子）、津田正芳（津田正峻養子）、長谷川勝安（長谷川勝富養子）。
寛永3年（1626年）11月23日、養父の没後家督を継ぐ。寛永4年（1627年）に西城小姓となり、寛永6年（1629年）に本城小姓となる。正徳元年（1711年）、従五位下、伊勢守に叙任される。享保元年（1716年）、将軍徳川家継が夭折するとその任を終え、享保3年（1718年）中奥小姓となり、享保8年（1723年）小姓組番頭となる。翌年、世継となった徳川家重に附属し、二の丸に仕える。享保10年（1725年）西書院番頭となり、家重の側に仕え、享保19年（1734年）職を辞す。延享3年（1746年）に致仕し、家督は子の忠知が継いだ。致仕後、成庶と号し、宝暦4年（1754年）に没する。墓所は一山寺。